# Paul Cabet
Jean-Baptiste Paul Cabet (Nuits-Saint-Georges, 1º febbraio 1815 – Parigi, 23 ottobre 1876) è stato uno scultore francese.

## Biografia
Jean-Baptiste Paul Cabet nacque nel 1815 da Antoine François Cabet, un bottaio di Nuits-Saint-Georges. Dopo un primo apprendistato alla scuola di belle arti di Digione nel 1834, presso il pittore Jean-Claude Naigeon e lo scultore Pierre-Paul Darbois, Paul Cabet entrò l'anno successivo alla scuola di belle arti di Parigi, dove fu un allievo dei due dei più grandi scultori del romanticismo francese: Pierre-Jean David d'Angers e François Rude. Egli debuttò al Salone di Parigi nel 1835 con un busto del poeta Julien Paillet.

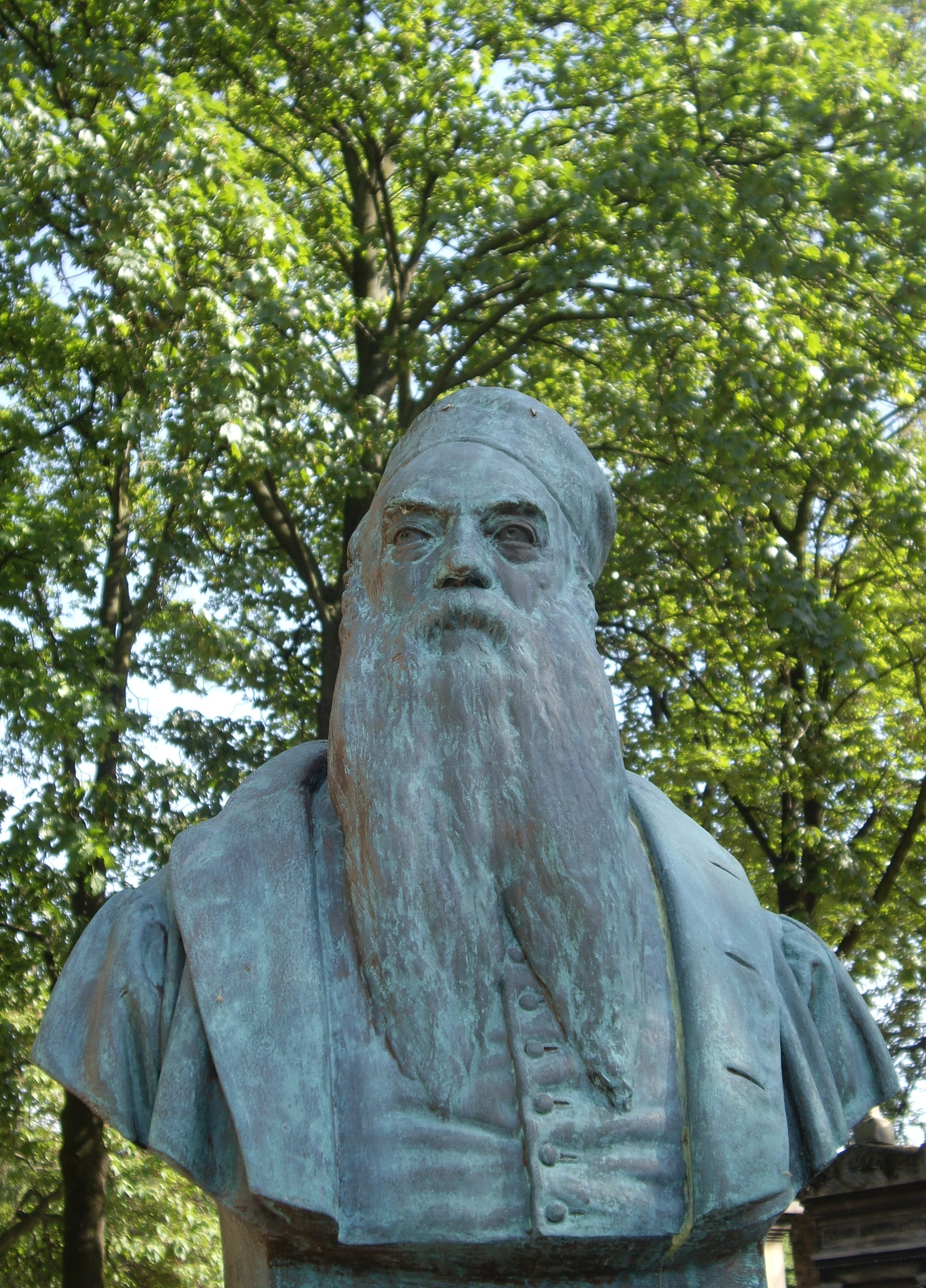
Un busto ritraente François Rude, scolpito da Cabet per la sua tomba al cimitero di Montparnasse.

Dopo essere stato conquistato rapidamente dai sentimenti rivoluzionari, il 3 giugno 1836 Cabet venne arrestato per un reato politico avente a che fare con un tentativo di evasione di Auguste Blanqui. Paul Cabet, che era l'allievo prediletto del Rude, collaborò per più di dieci anni ad alcune commissioni del maestro e gestì il suo studio quando egli dovette risiedere in Italia nel 1843 per dei motivi di salute.
Nel 1846, essendo un repubblicano convinto, Paul non esitò a mostrare la sua ostilità nei confronti del re Luigi Filippo e scelse di autoesiliarsi nell'impero russo, dove scolpì dei bassorilievi per la cattedrale di sant'Isacco a San Pietroburgo e una fontana monumentale a Odessa.
Al suo ritorno, nel dicembre del 1852, si stabilì presso il grande scultore. La loro collaborazione si fece sempre più stretta e i loro legami si strinsero a tal punto che Rude gli propose di sposare sua nipote Martine Henriette Victorine Vanderhaert, la figlia di Victorine Frémiet, sorella di Madame François Rude, nata Sophie Frémiet. Il matrimonio venne celebrato il 6 novembre 1853 nella chiesa di San Giacomo d'Altopascio di Parigi. Il 28 agosto 1855, nacque la figlia Françoise Victorine Sophie, che in seguito avrebbe sposato René Louis Faber e sarebbe morta nella Ville Lumière il 6 gennaio 1881.

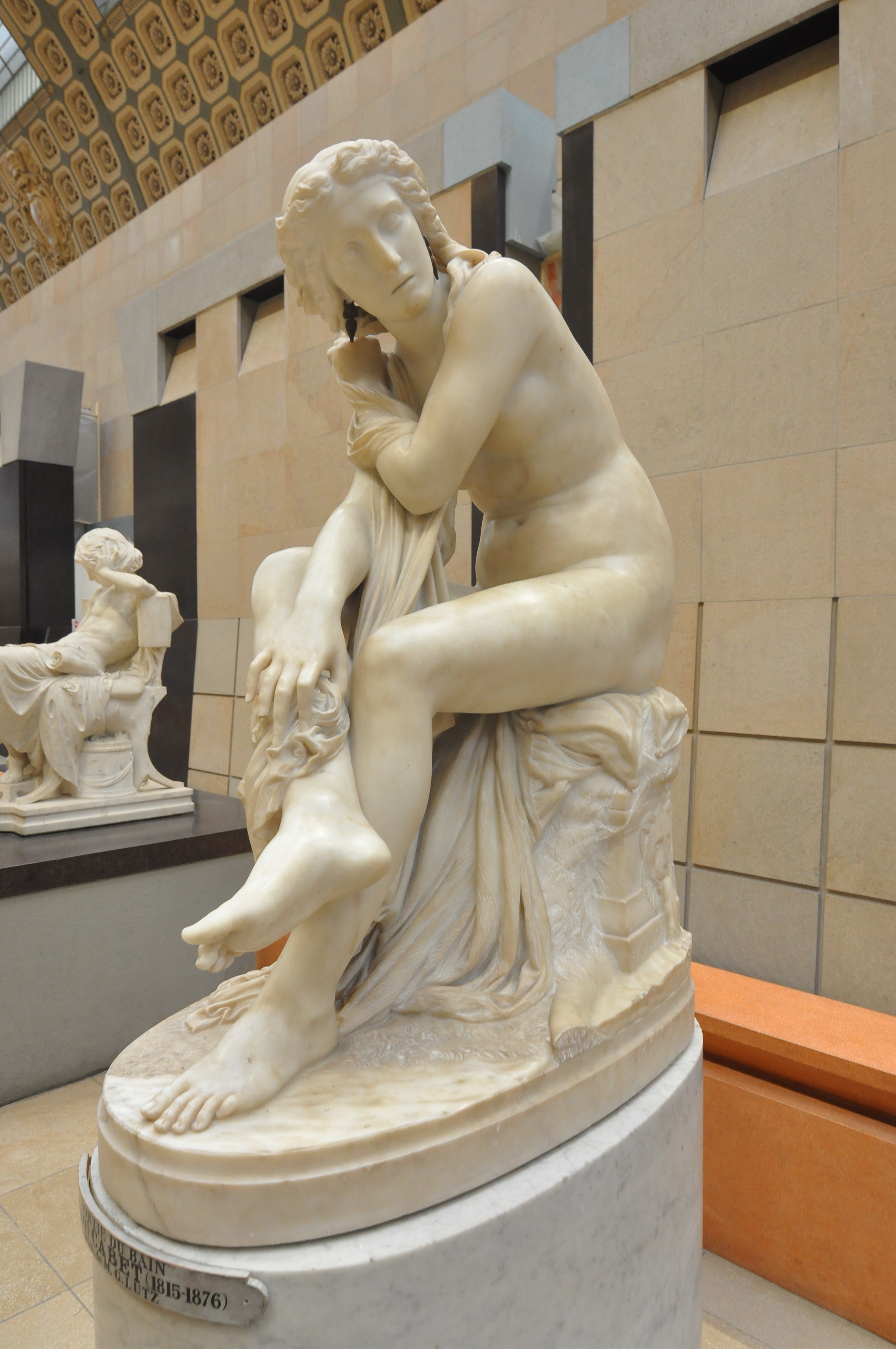
Susanna al bagno, 1861

All'esposizione universale del 1855 egli ottenne una medaglia di seconda classe (grazie al gruppo Jeune pâtre dénichant des oiseaux) e al Salone del 1861 ottenne quella di prima classe (con Susanna al bagno, un'opera che poi venne acquistata dall'imperatrice Eugenia per il palazzo dell'Eliseo). Il 12 agosto 1868 venne inoltre nominato cavaliere della Legion d'onore.
Il 30 ottobre 1870 Digione fu teatro di eventi tragici che in seguito si decise di commemorare facendo erigere un monumento nella place de Gray, rinominata place du Trente-Octobre (Piazza del trenta ottobre): Paul Cabet fu incaricato di scolpire la statua sulla sommità del monumento, ritraente la personificazione di Digione sotto forma di allegoria incoronata. Tuttavia, egli aggiunse un berretto frigio sotto la corona, pertanto il prefetto giudicò la statua troppo veemente e ne ordinò la distruzione. Una replica di Henri-Léon Gréber venne installata in seguito, il 30 ottobre 1880.
Jean-Baptiste Paul Cabet morì il 23 ottobre 1876 nella sua casa situata sulla rue des Feuillantines, nel quinto arrondissement di Parigi, e venne sepolto nella prima divisione del cimitero di Montparnasse. La sua ultima opera, una statua di San Martino di Tours per la chiesa di Santa Genoveffa a Parigi (il futuro Pantheon), venne completata postuma e posta nella cattedrale di Arras.

## Opere

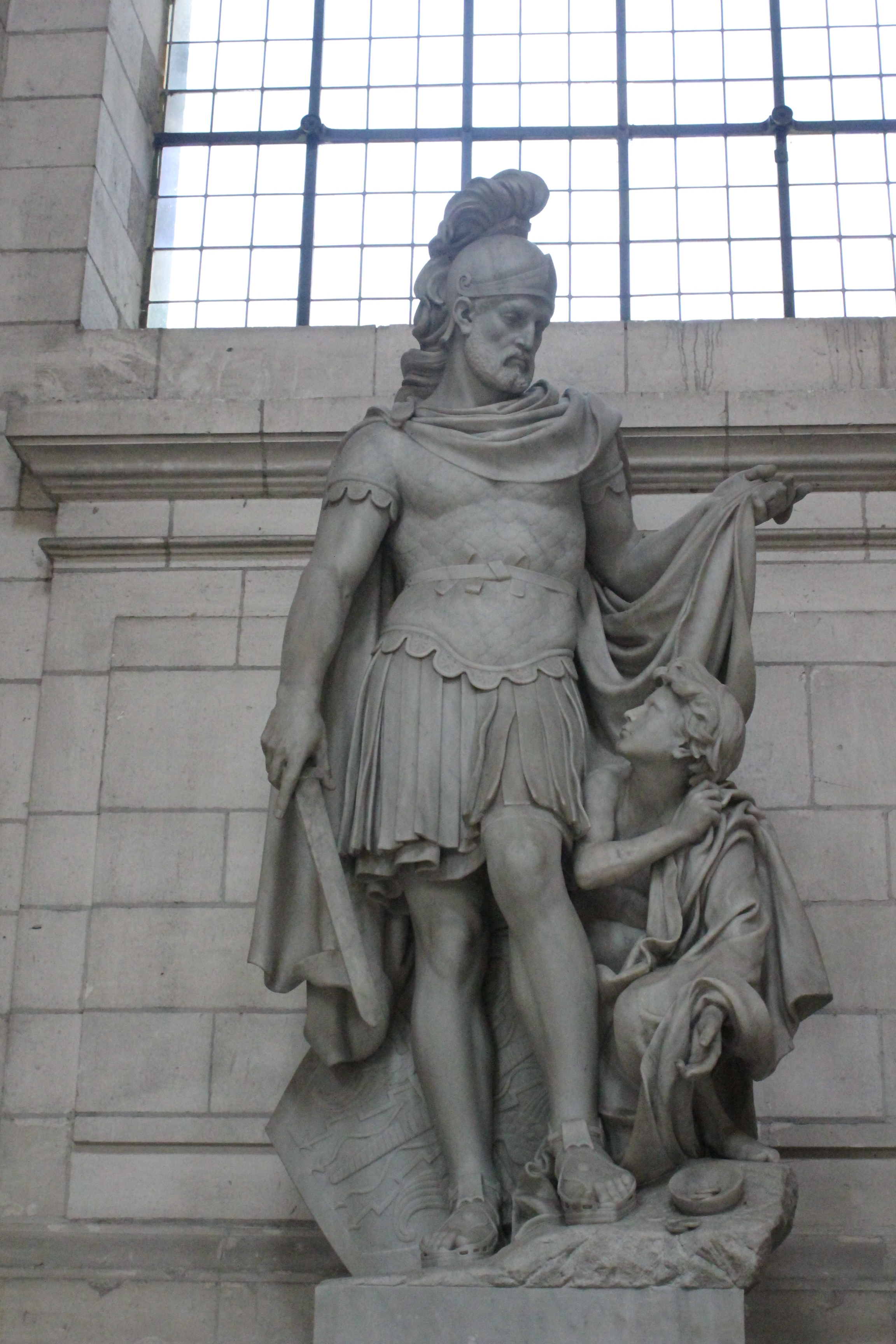
La statua di San Martino di Tours nella cattedrale di Arras.

- Ritratto su medaglione di Jeanne-Virginie Cabet (sua sorella, nata nel 1824), 1838, gesso, museo del Louvre, Parigi
- Jeune pâtre dénichant des oiseaux, 1853, gesso
- Busto di François Rude, 1856, bronzo, cimitero di Montparnasse, Parigi. Una replica di questo busto si trova al parco Noisot di Fixin.
- Chasseresse au repos, 1856, pietra, Palazzo del Louvre, Parigi[10]
- Le Vendangeur, 1857, pietra, Palazzo del Louvre, Parigi[11]
- Busto di François-Joseph Moreau, 1858, gesso, museo Bonaparte, Auxonne[12]
- Busto di Claude Noisot, gesso, museo Bonaparte, Auxonne. Una replica bronzea si trova al museo di Fixin.[13]
- Susanna al bagno, 1861, marmo, museo d'Orsay, Parigi
- Le Commerce maritime, 1865, tribunale del commercio, Parigi
- La Toilette de Vénus e Le Triomphe d’Amphitrite, 1865, Palazzo del Louvre, Parigi
- Il dolore, 1866, gesso dipinto, Digione, museo delle belle arti
- Chant et Poésie, 1866-1867, Opéra Garnier, Parigi. Il modello in gesso è conservato al museo d'Orsay.
- Baigneuse e Pêcheuse, 1868, Palazzo del Louvre, Parigi
- Mille huit cent soixante et onze, année terrible, 1871 circa, bronzo. Il gesso originale si trova al museo di belle arti di Beaune e una versione in marmo è conservata al museo d'Orsay.[14] Una replica bronzea è stata inaugurata al cimitero di Saint-Lô nel 1922 come "Monumento ai morti".
- La Résistance, 1874 circa, già alla place du Trente-Octobre, Digione (distrutta)
- Statua di San Martino, marmo, cattedrale di Arras. Un bozzetto in terracotta è conservato al museo d'Orsay.[15]

## Dediche

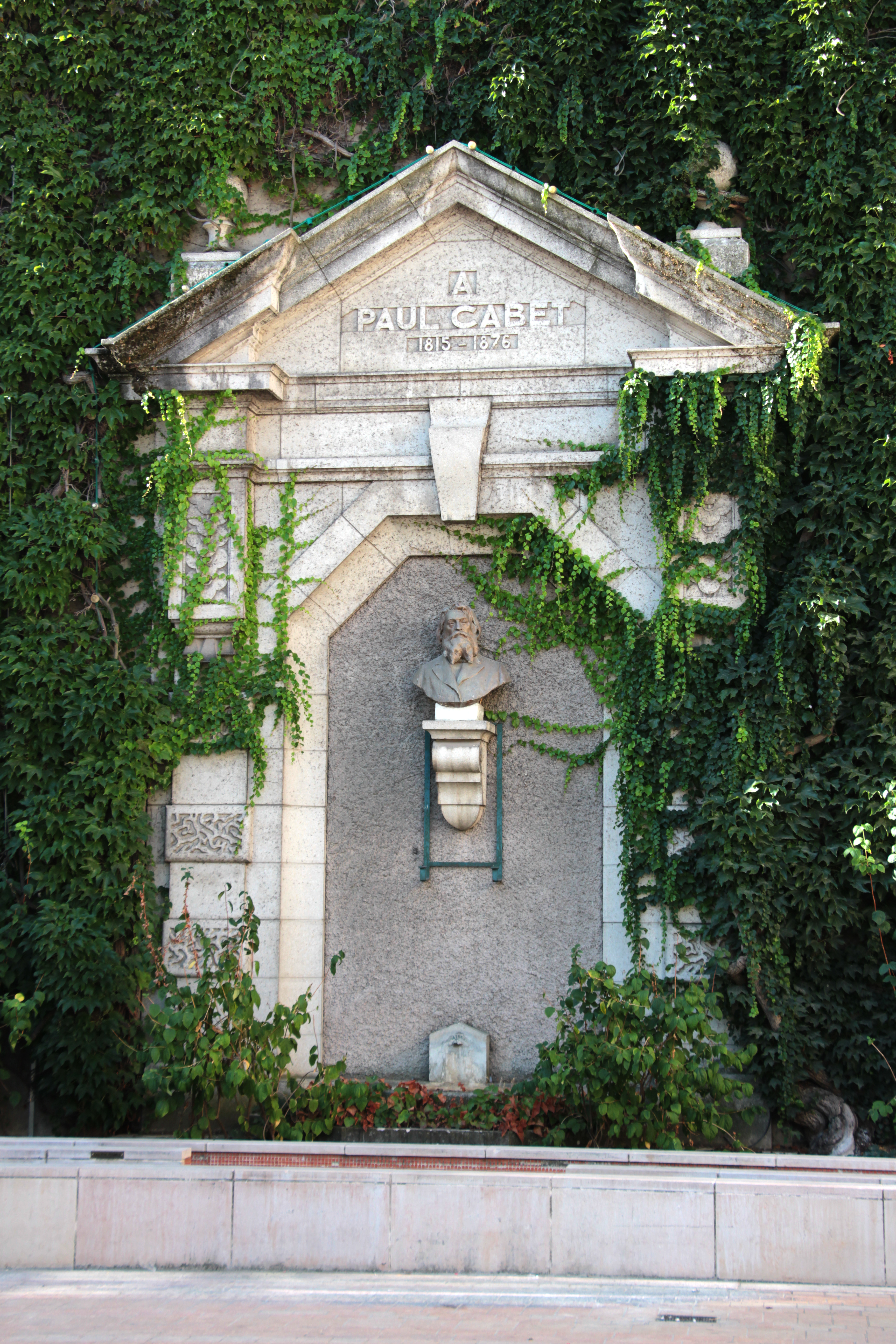
Il monumento in onore di Paul Cabet, situato a Nuits-Saint-Georges.

- Il 22 ottobre 1933, nella sua città natale, Nuits-Saint-Georges, venne inaugurato un monumento in suo onore, scolpito da Paul Gasq, che decora la facciata della torre civica.[16]
- Allo scultore è stata dedicata una via di Digione, la rue Paul Cabet.